# Bois-d’Ennebourg
Bois-d’Ennebourg ist eine französische Gemeinde mit 576 Einwohnern (Stand: 1. Januar 2022) im Département Seine-Maritime in der Region Normandie (vor 2016: Haute-Normandie). Sie gehört zum Arrondissement Rouen und zum Kanton Le Mesnil-Esnard (bis 2015: Kanton Darnétal).

## Geographie
Bois-d’Ennebourg liegt etwa elf Kilometer östlich von Rouen. Umgeben wird Bois-d’Ennebourg von den Nachbargemeinden Bois-l’Évêque im Norden, Martainville-Épreville im Nordosten, Auzouville-sur-Ry im Osten, Fresne-le-Plan im Osten und Südosten, Montmain im Süden, Saint-Aubin-Épinay im Südwesten sowie Saint-Jacques-sur-Darnétal im Westen und Nordwesten.

## Einwohnerentwicklung
| 1962                      | 1968 | 1975 | 1982 | 1990 | 1999 | 2006 | 2013 |
| ------------------------- | ---- | ---- | ---- | ---- | ---- | ---- | ---- |
| 224                       | 255  | 323  | 417  | 459  | 511  | 478  | 542  |
| Quelle: Cassini und INSEE |      |      |      |      |      |      |      |

## Sehenswürdigkeiten
- Kirche Saint-Martin aus dem 18. Jahrhundert